# Pisticci-Maler

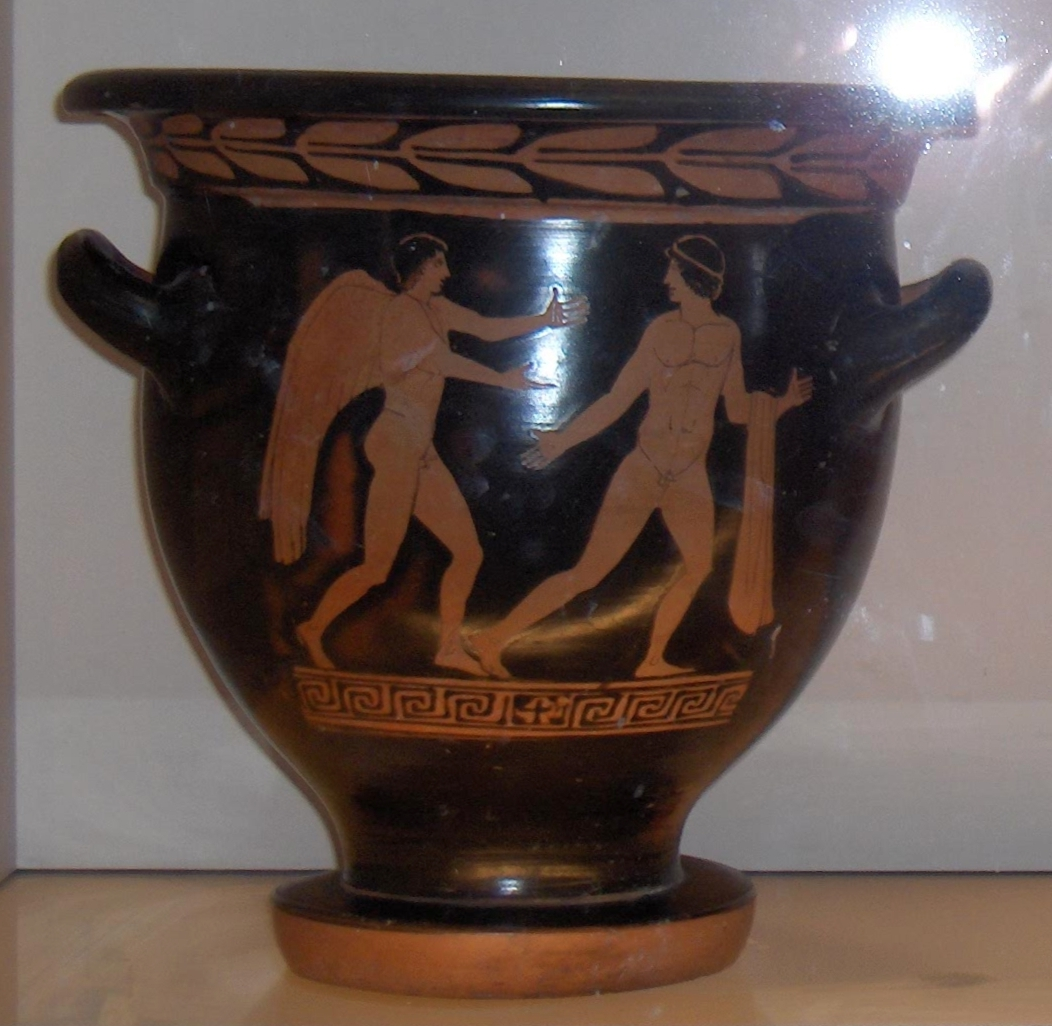
Eos verfolgt Kephalos, Bild auf einem Glockenkrater, um 430/20 V. Chr.

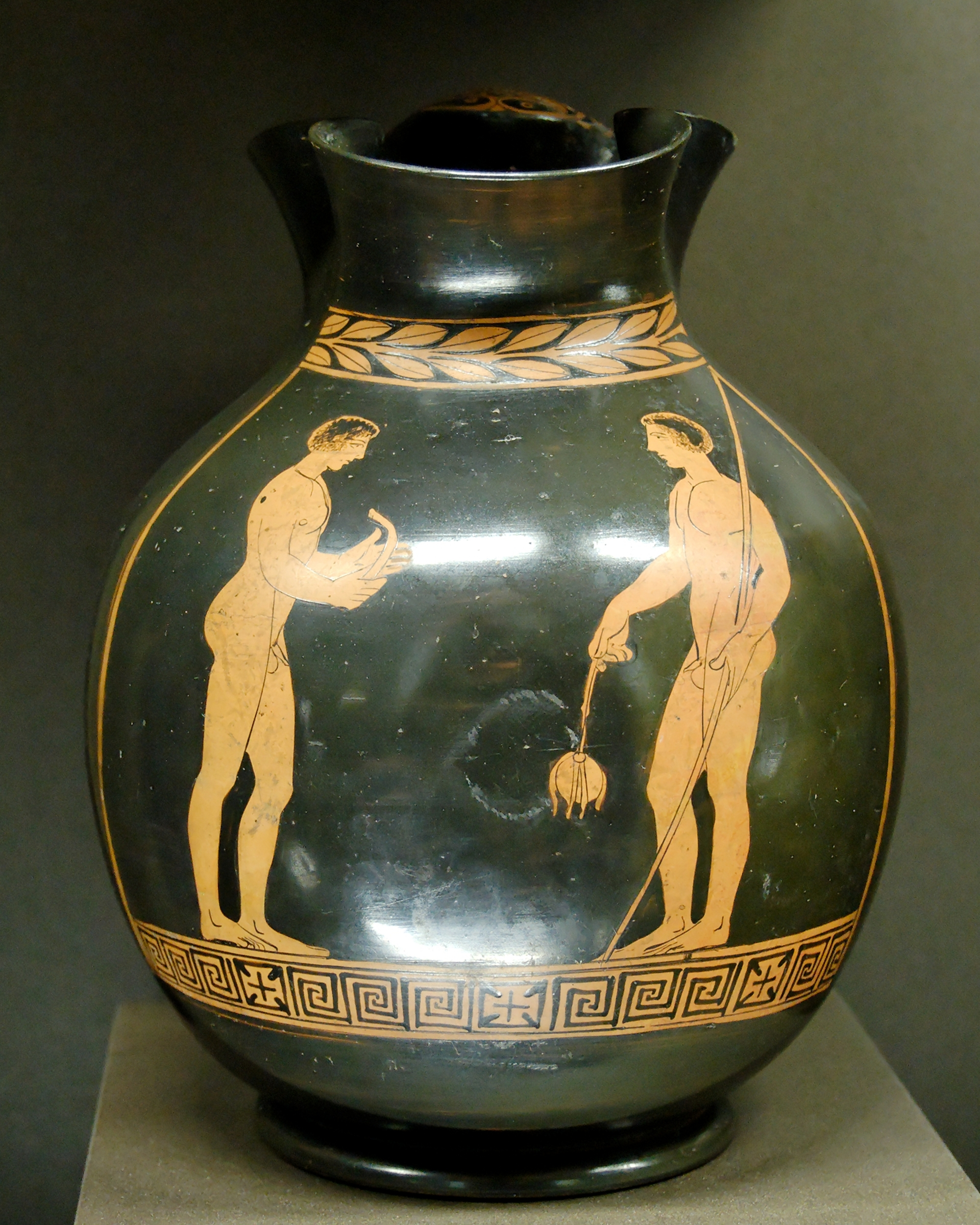
Oinochoe des Pisticci-Malers, möglicherweise auch des Zyklopen-Malers; zwei Athleten, um 430/20 v. Chr., Paris, Louvre, Inv. MNE 964

Mit dem Notnamen Pisticci-Maler wird in der archäologischen Forschung ein lukanischer Vasenmaler bezeichnet, der im dritten Drittel des 5. Jahrhunderts v. Chr. tätig war.
Der Pisticci-Maler steht am Beginn der lukanischen Vasenmalerei. Er verdankt seinen Notnamen der Stadt Pisticci, die sich etwa 20 km westlich von Metapont befindet. Gemeinsam mit dem Zyklopen-Maler und dem Amykos-Maler scheint er eine Werkstatt betrieben zu haben, in der er die Führung innehatte. Sie verzierten alle zumeist unscheinbarere Vasenformen, etwa Glockenkratere. Das Spektrum der Darstellungen umfasste Themen aus dem dionysischen Bereich, Alltagsszenen wie Krieger oder Sportler und Verfolgungsszenen, in denen mythologische Figuren Frauen nachstellen.
Der Pisticci-Maler hat seine Gefäßformen, Bildthemen und Ornamente wohl direkt von den gleichzeitigen attischen Vasenmalern übernommen. Vor allem der Christie-Maler, der Achilleus-Maler, der Barclay-Maler und der Maler der Kentauromachie im Louvre übten starken Einfluss aus. Seine frühen Arbeiten sind oft nur schwer von attischen Arbeiten zu unterscheiden. Schnell entwickelte er jedoch einen persönlichen Stil, der sich vor allem in der Darstellung der Gewandfalten und der Manteljünglinge zeigte. Auffällig ist auch, dass der schwarze Firnis seinen für attische Vasen typischen seidigen Glanz verliert und weniger intensiv, stumpfer wirkt. Selten zeigt der Pisticci-Maler mehr als zwei oder drei Figuren auf seiner Lieblingsform, dem Glockenkrater. Manteljünglinge finden sich auf fast allen Vasenrückseiten. Seine Ornamente folgen meist einem einheitlichen Schema. So findet sich meist unter dem Rand und über dem Bild ein Lorbeerkranz mit runden und gelegentlich geränderten Blättern. Unter dem Bild findet sich häufig ein Mäanderband mit Kreuzplatten. Vor allem in seinem Frühwerk finden sich Hydrien, die meist laufende oder stehende Frauen zeigen. In seiner späteren Phase zeigt er meist drei oder sogar vier Figuren auf seinen Glockenkrateren. Eine ungewöhnliche Vase aus dieser Zeit zeigt ein seltenes mythologisches Thema: Laokoon in Troja, seine Frau greift die Schlange an, die sich um die Apollonstatue geschlungen hat, einer der Söhne ist schon getötet.
Die Werkstatt in Metapont hatte längere Zeit Bestand. In der zweiten Generation wurde sie vom Anabates-Maler, dem Krëusa-Maler und dem Dolon-Maler geprägt.